# アマリロ・ソックス
アマリロ・サンダーヘッズ（Amarillo Thunderheads）は、プロ野球独立リーグのアメリカン・アソシエーション（南地区）に加盟していた野球チーム。本拠地はアメリカ合衆国テキサス州アマリロ。

## 歴史
1994年にアマリロ・ディラス（Amarillo Dillas）として創設され、同年からテキサス・ルイジアナ・リーグ（後に、セントラル・ベースボール・リーグに改称）に加盟。
2004年のリーグ戦終了後、チームは活動を休止した。
2006年、ユナイテッドリーグ・ベースボールに加盟し、活動を再開した。
2010年のリーグ戦終了後、チームはホーム球場を変更し、チーム名もアマリロ・ソックス（Amarillo Sox）に変更した。
2011年から、アメリカン・アソシエーションに加盟した。
2015年にチーム名をアマリロ・サンダーヘッズ（Amarillo Thunderheads）に改称した。
2016年は同じリーグのグランドプレーリー・エアホッグスと合同チームを結成してリーグに参加した。
2017年、合同チームはグランドプレーリーに一本化され、アマリロからチームは消滅した。

## 過去の主な所属選手
- ジェイソン・ジョンソン（2013、元：西武ライオンズ）
- デビッド・ペラルタ（2013、現：アリゾナ・ダイヤモンドバックス）
- レイソン・セプティモ（2015、元：中日ドラゴンズ）